# Интерднестрком
СЗАО «Интерднестрком» (Совместное Закрытое Акционерное Общество «Интерднестрком») — телекоммуникационная компания, оказывающая услуги на территории Приднестровской Молдавской Республики.
Предоставляет услуги фиксированной проводной, фиксированной беспроводной и мобильной связи, а также услуги по проводной и беспроводной передаче данных (Интернет), телевидения под единым брендом англ. IDC.
По состоянию на сентябрь 2018 года компания обслуживает около 333 тысяч абонентов мобильной связи, более 110 тысяч абонентов услуг широкополосного доступа в сеть Интернет, около 189 тысяч абонентов проводной телефонии, 216 тысяч абонентов услуг телевидения.

## Владельцы и руководство
Учредителями и владельцами СЗАО «Интерднестрком» являются Виктор Анатольевич Гушан и Илья Михайлович Казмалы, которые также владеют украинской телекоммуникационной компанией Интертелеком и приднестровским холдингом «Шериф».
Генеральный директор компании - Ковальчук Александр Александрович.

## Фиксированная связь

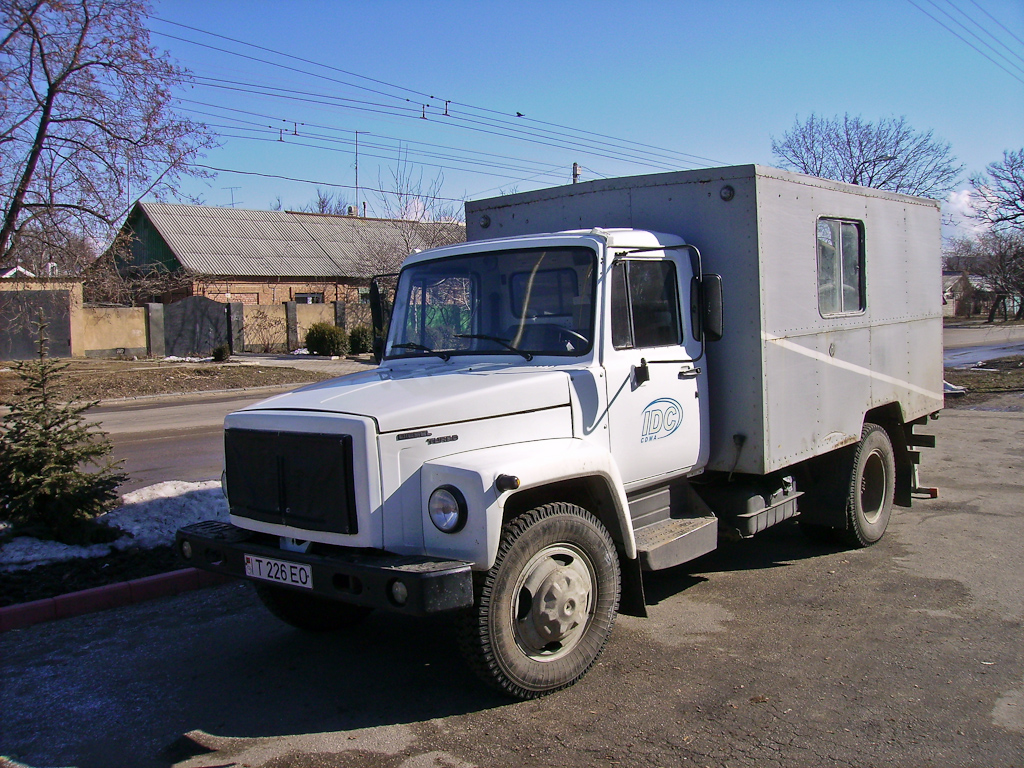
ГАЗ аварийной бригады компании на выезде

### Фиксированная проводная связь
Фиксированная проводная связь предоставляется физическим и юридическим лицам при наличии технической возможности.

### Фиксированная беспроводная связь
Фиксированная беспроводная связь предоставляется в некоторых населённых пунктах ПМР посредством стандарта CDMA. Изначально фиксированные номера телефонов беспроводной связи имели собственную нумерацию в коде +373562ххххх. С 2009 года все абоненты фиксированной беспроводной сети были приравнены к абонентам проводной сети, и вместо кода 562 получили соответствующие коды, в зависимости от населённого пункта (+373533ххххх, +373557ххххх, …).

## Мобильная связь

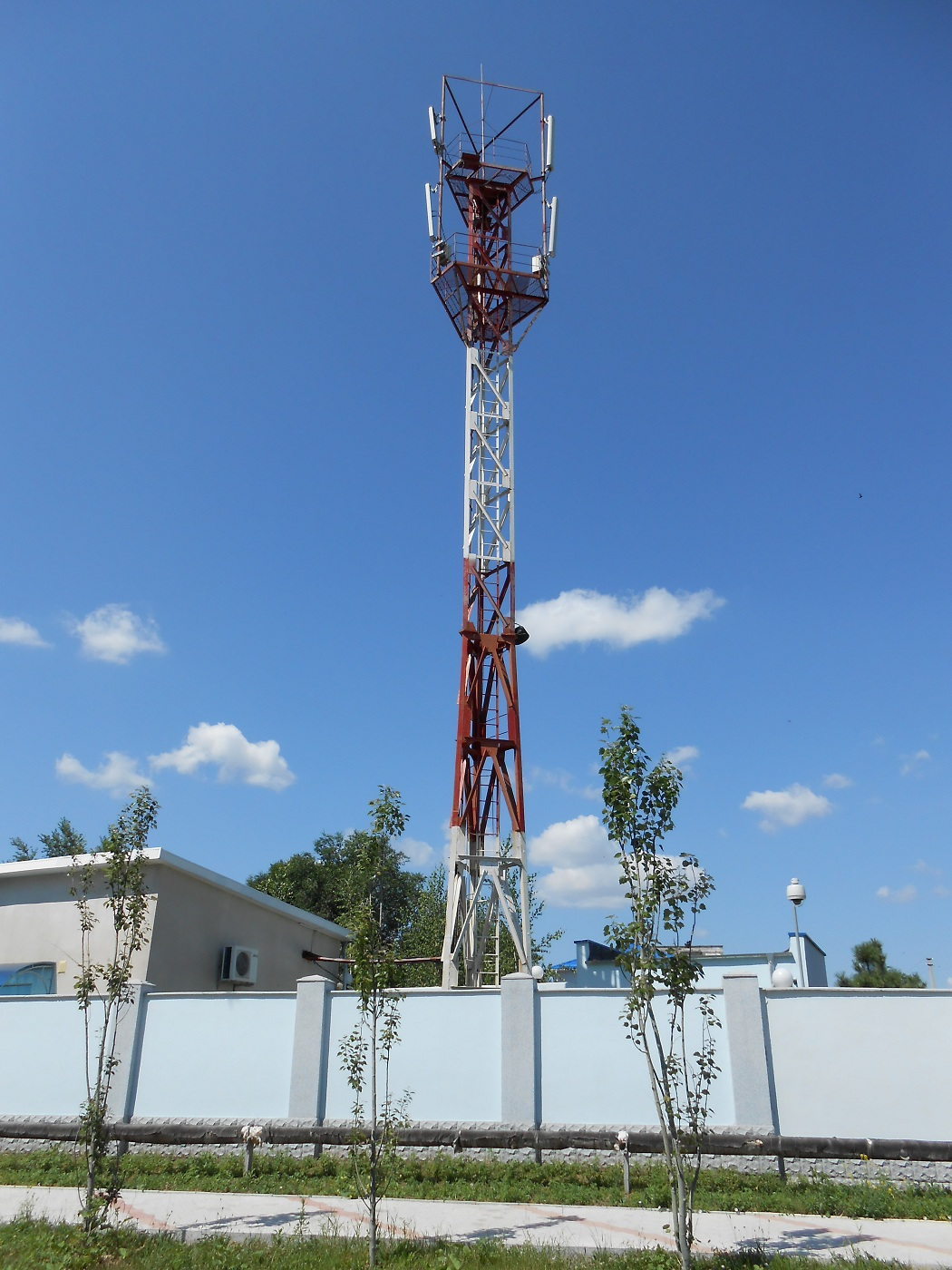
Сотовая вышка компании

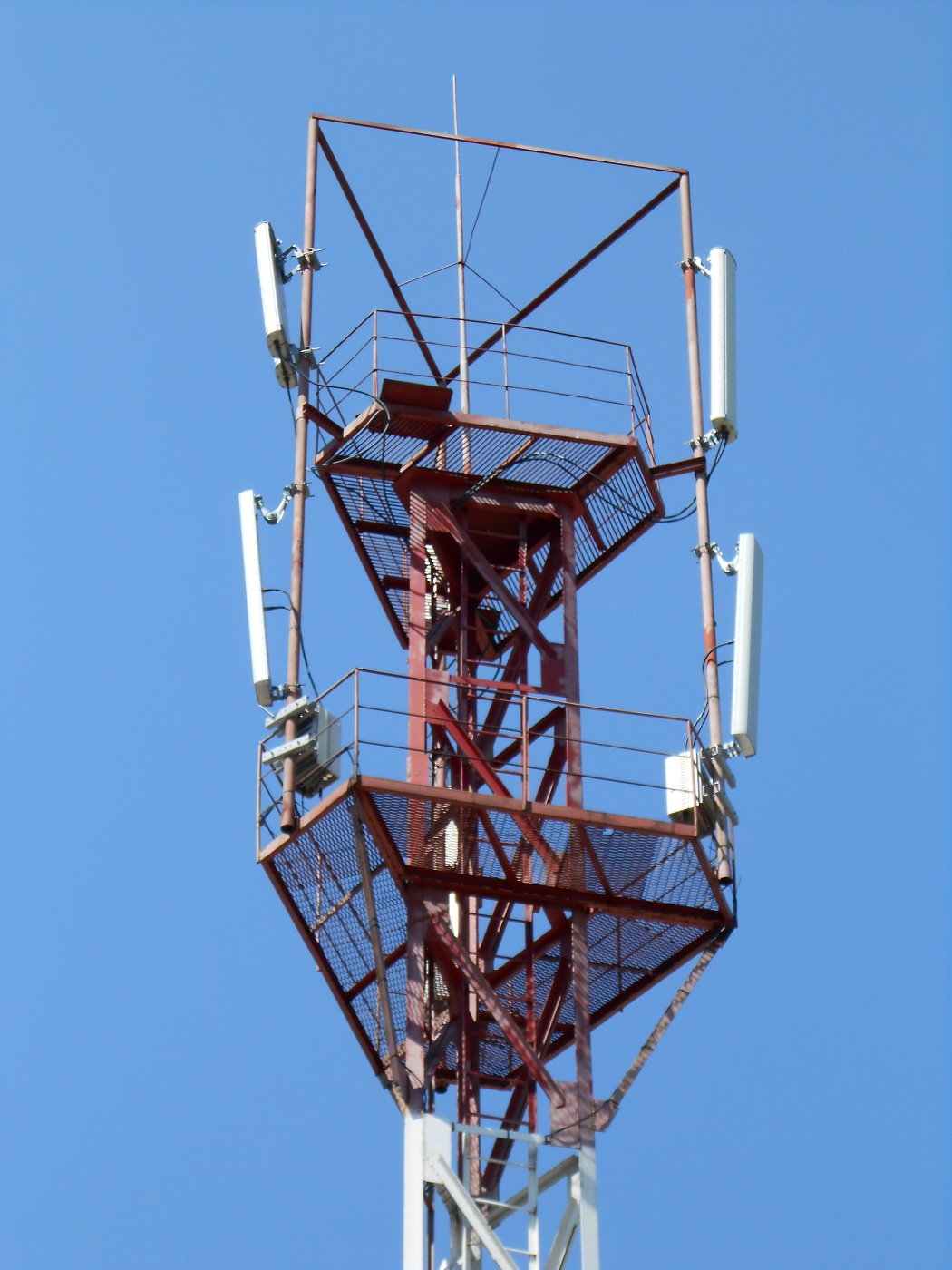
Сотовые панельные антенны на вышке

Услуги мобильной связи предоставляет в стандарте CDMA в диапазонах частот — 450 / 800 / 850 / 1900 МГц. Зона обслуживания абонентов мобильной связи IDC является бо́льшая часть Приднестровской Молдавской Республики и прилегающие к её границам территории. Сеть Интерднестрком работает по двум технологиям стандарта CDMA — 1x и CDMA2000 EV-DO REV.A. 20 декабря 2018 года компания открыла для своих абонентов сеть VoLTE. Территория покрытия каждой из технологий разная. Также у компании «Интерднестрком» в сотрудничестве с украинским, российским, латвийским мобильными операторами стандарта CDMA предоставляет услугу двустороннего роуминга. Международный роуминг предоставляется абонентам стандарта CDMA, обслуживающимися в диапазоне частот 800 МГц на территории Украины и 450 МГц — на территории остальных стран.
Используемый стандарт мобильной связи: CDMA, LTE и VoLTE.
В международном формате телефонные номера мобильной связи IDC имеют вид:
- +373774xxxxx — для терминалов в диапазоне 450 МГц
- +373775xxxxx
- +373777xxxxx
- +373778xxxxx
- +373779xxxxx
- +373776xxxxx — номера модемов 4G сети
- +373562ххххх — номера фиксированной сети

где + — способ выхода на международную линию, 373 — телефонный код Молдовы; 77 — телефонный код сети Интерднестрком; x — любая возможная цифра. При наборе внутри Приднестровья с телефонных номеров, зарегистрированных в ПМР, вместо +373 используется 0.

## Интернет

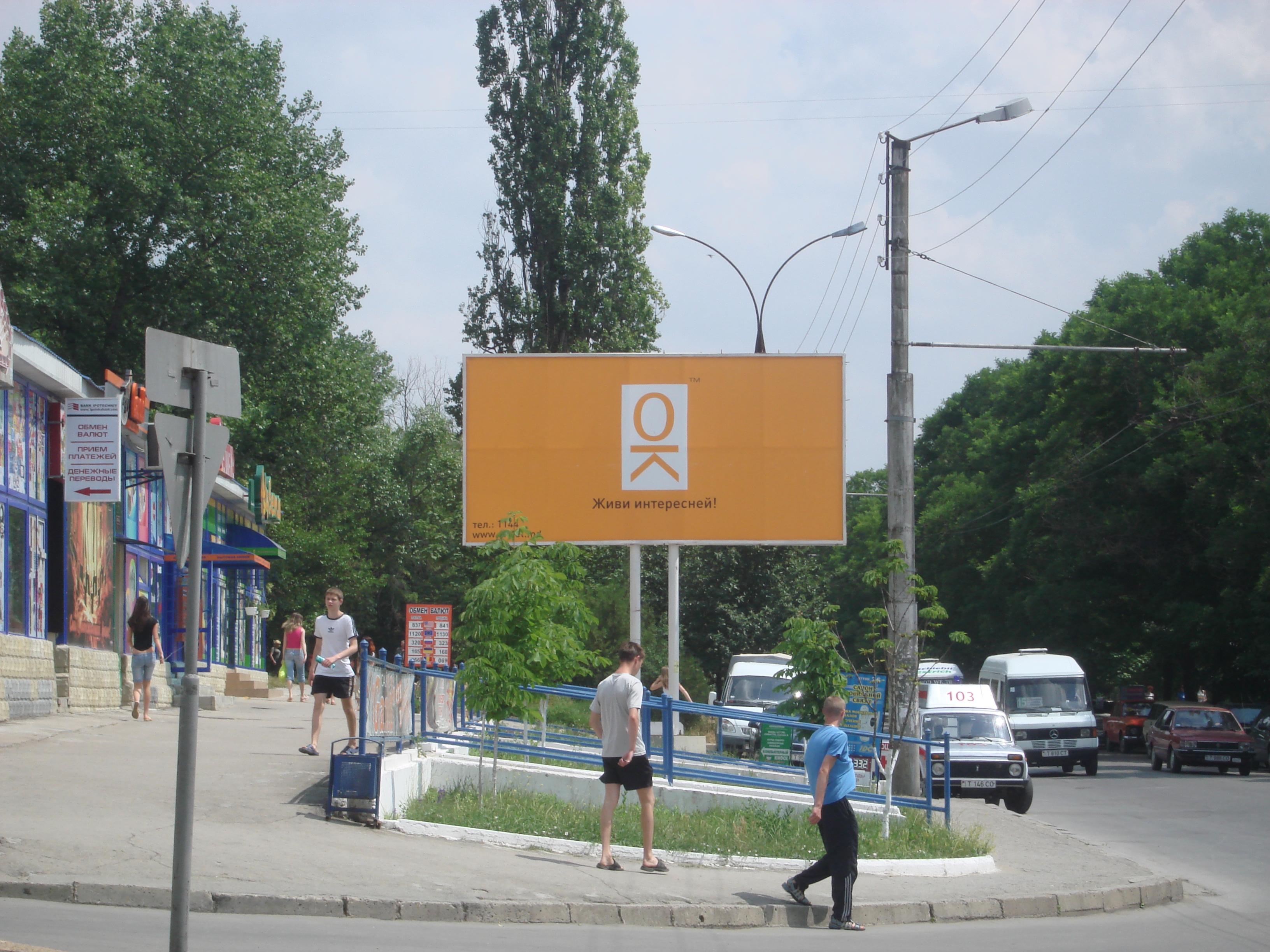
Старая реклама OK на улице Тирасполя

Первоначально услуги сети интернет компания предоставляла под общим брендом Интерднестрком. Затем, после поглощения регионального оператора проводной связи Транстелеком для предоставления услуг сети интернет была создана отдельная торговая марка — OK.
Официальный старт торговой марки ОК датируется 16 января 2007 года. Данная торговая марка имела также собственный лозунг — «Живи интересней!» и веб-сайт www.oknet.md. Данная торговая марка просуществовала до 18 ноября 2009 года, после чего она была интегрирована в уже существующий бренд — IDC, и Интерднестрком все услуги (включая и интернет) стал предоставлять под этим единым брендом. Веб-сайт ликвидирован.
Ранее подключение к Интернету предоставлялось по технологиям dial-up. С 10 января 2011 года подключение и использование этих технологий для доступа в Интернет прекращено для всех абонентов компании. Базовые технологии: ADSL и Wi-Fi.
В 2004 году компания создала сайт Портал, предназначенный для разгрузки интернет-трафика[значимость факта?].
Активными пользователями мобильного Интернета 3G/4G в 2017 году можно считать около 130 тысяч Приднестровцев.

### Техническая информация
Диапазон динамических IP-адресов:
- 217.19.208.0 — 217.19.223.255
- 80.94.240.0 — 80.94.255.255
- 77.235.96.0 — 77.235.127.255
- 62.221.64.0 — 62.221.127.255
- 95.153.64.0 — 95.153.127.255
- 31.31.0.0 — 31.31.31.255
- 37.26.128.0 — 37.26.143.255
- 185.10.20.0 — 185.10.23.255
- 185.115.160.0 - 185.115.163.255
- 45.144.32.0 - 45.144.35.255

Пул ipv6
2A03:F680::/32
Серверы DNS:
- 10.211.0.1, 10.211.0.2, 10.211.0.5
- 217.19.208.18, 217.19.208.19, 217.19.213.226

Почтовые серверы:
- Почтовый сервер SMTP: mail.idknet.com
- Почтовый сервер POP3: pop.idknet.com

### Оптико-волоконная технология
С 2014 года в ПМР силами Интерднестркома началась повальная интернетизация посредством оптико-волоконной связи. В Тирасполе приступили к подключению волоконно-оптических линий передачи не только в многоэтажные дома, но и в частный сектор города. В остальных городах ПМР подключение к оптоволокну пока затронуло лишь многоэтажные дома (в порядке очерёдности, исходя из количества зарегистрированных пользователей Интернета интернет-провайдера Интерднестркома). Количество абонентов услуги «Интернет по оптике» на сентябрь 2018 года превысило 52 тысячи.
Цены и качество предоставляемых услуг отличаются от операторов Украины и Молдовы, цена в ряде пакетов выше, а скорость ниже.

## Телевидение
Оператор предоставляет услуги телевидения, среди которых: аналоговое телевидение, цифровое телевидение и IPTV от IDC. Из 220 тысяч абонентов услуг телевидения — около 148,7 тысяч подключены к кабельному ТВ, в основном — формата DVB-C (на сентябрь 2019 года подключено 82 тысячи абонентов). К цифровому телевидению стандарта DVB-T2 на сентябрь 2018 года подключено более 15 тысяч абонентов, приложение для просмотра IPTV установлено на 17 тысяч устройств.

## Служба поддержки
1198 — единый номер поддержки по всем направлениям деятельности IDC с любого мобильного или фиксированного телефона Приднестровской Молдавской Республики.

## Центры связи
Всего у IDC 14 центров связи, расположенных в крупных населённых пунктах Приднестровской Молдавской Республики. 5 из них находятся в Тирасполе, 1 в Рыбнице, 1 в Бендерах, 1 в Каменке, 1 в Дубоссарах, 1 в Григориополе, 1 в Слободзее, 1 в Первомайске и 1 в Днестровске.

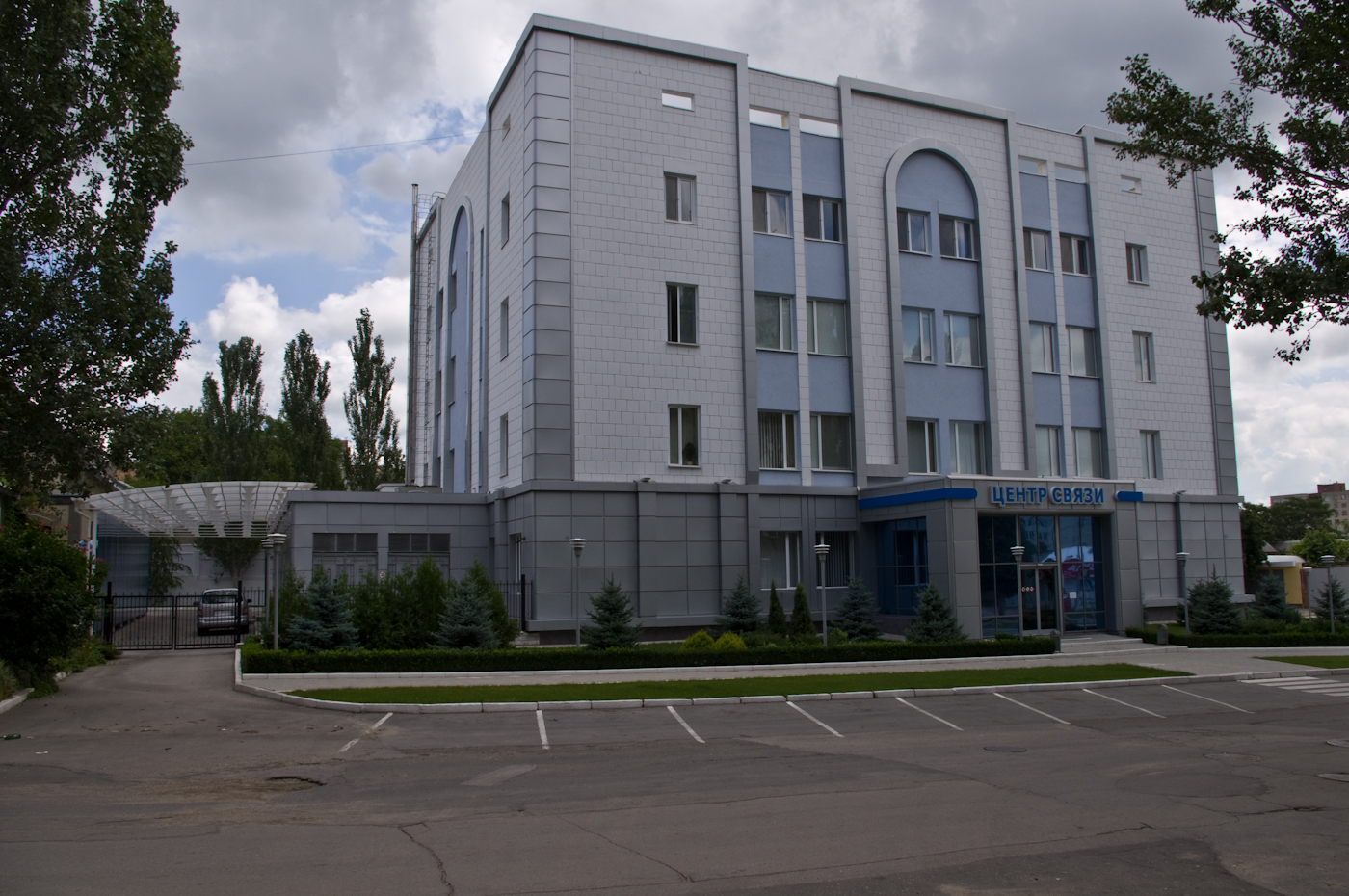
Центр связи Интерднестрком в Тирасполе
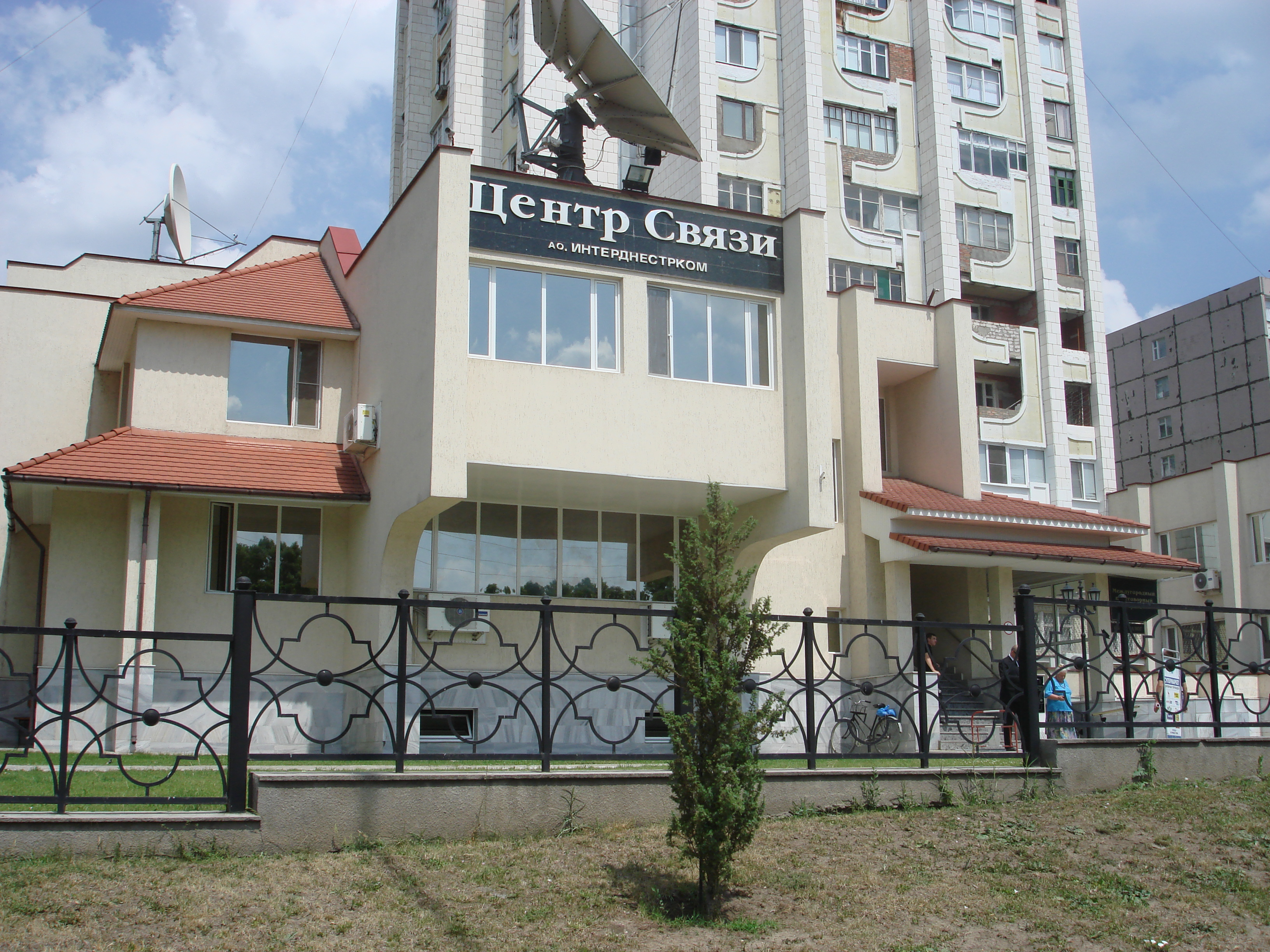
Центр связи Интерднестрком в Тирасполе — на Балке
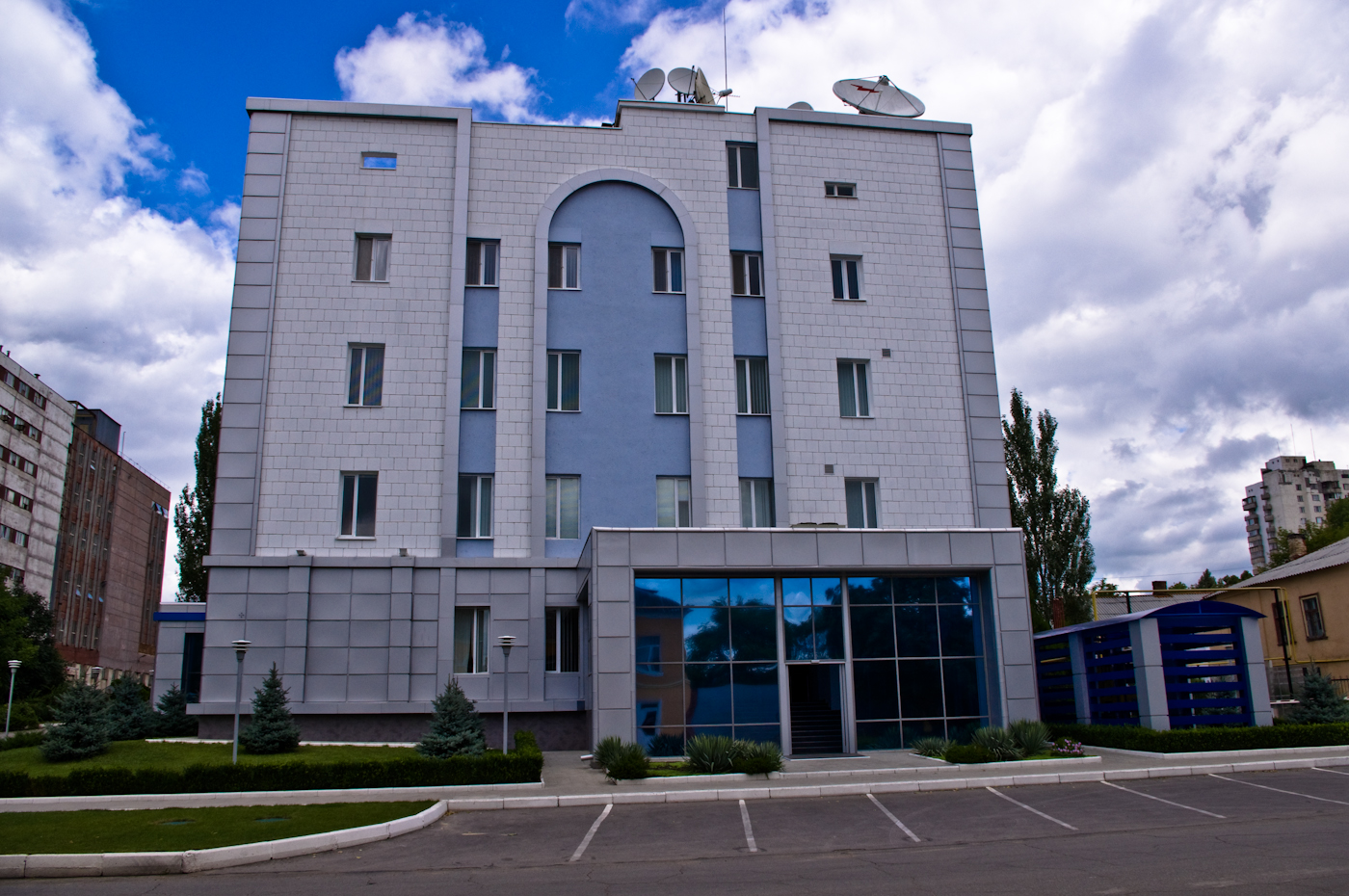
Центр связи в центре Тирасполя
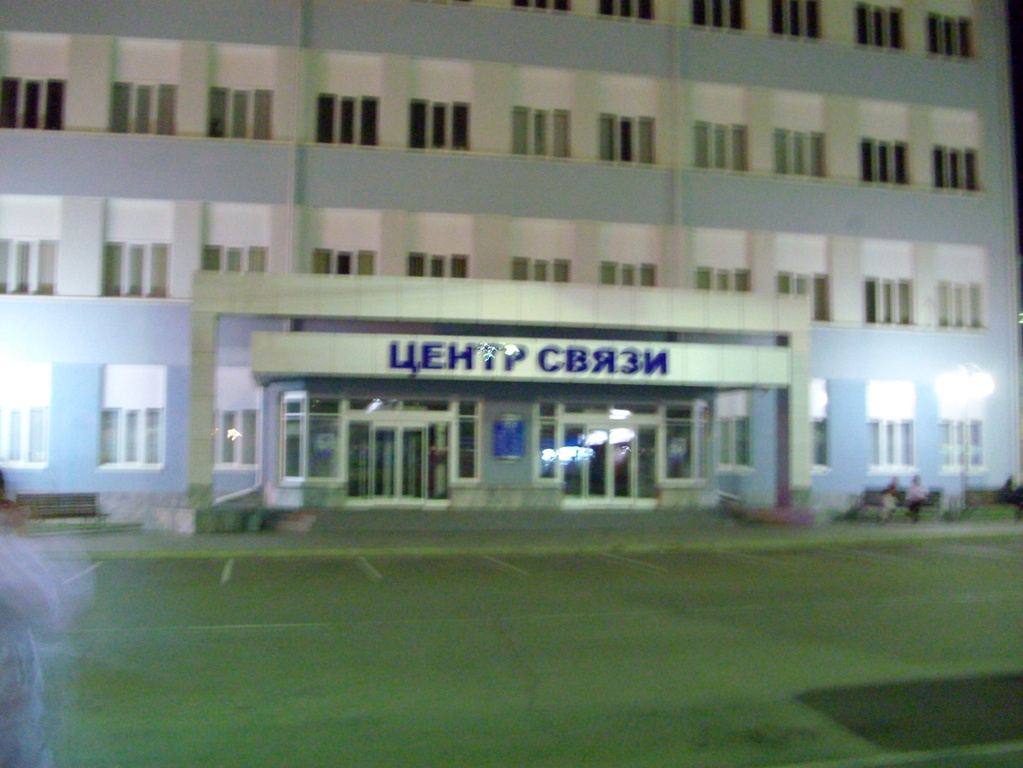
Центр связи в Бендерах
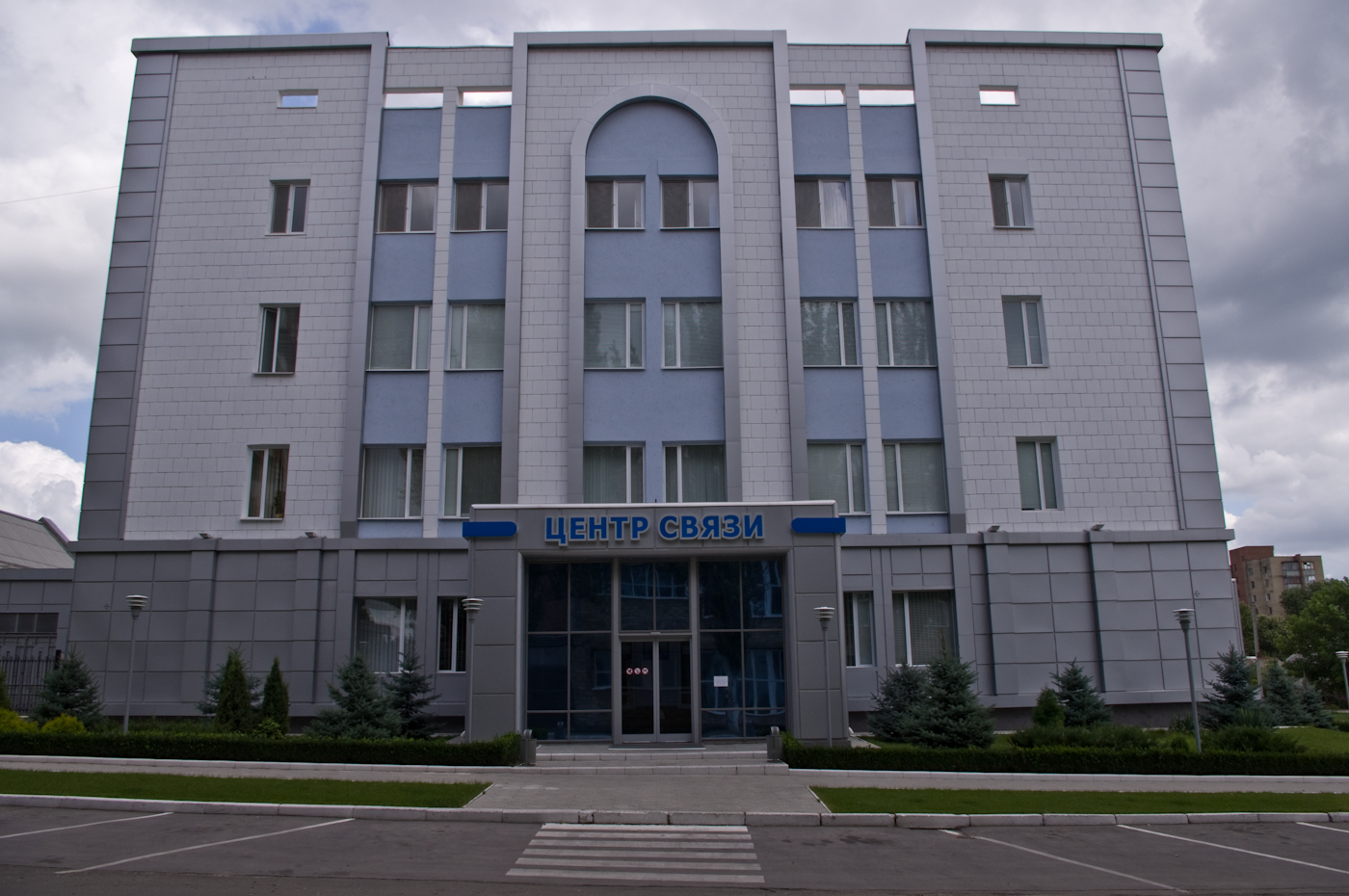
Интерднестрком

## Критика
Абонентами Интерднестрком могут стать граждане Приднестровской Молдавской Республики или граждане других стран, без обязательной прописки на территории Приднестровья.
С 6-7 ноября 2010 года некоторые абоненты компании стали испытывать проблемы с доступом к VoIP программам. В результате, через день для всех абонентов доступ полностью блокировался, и осуществить звонки по международным направлениям с помощью VoIP программ стало невозможно.